# Šanyrak

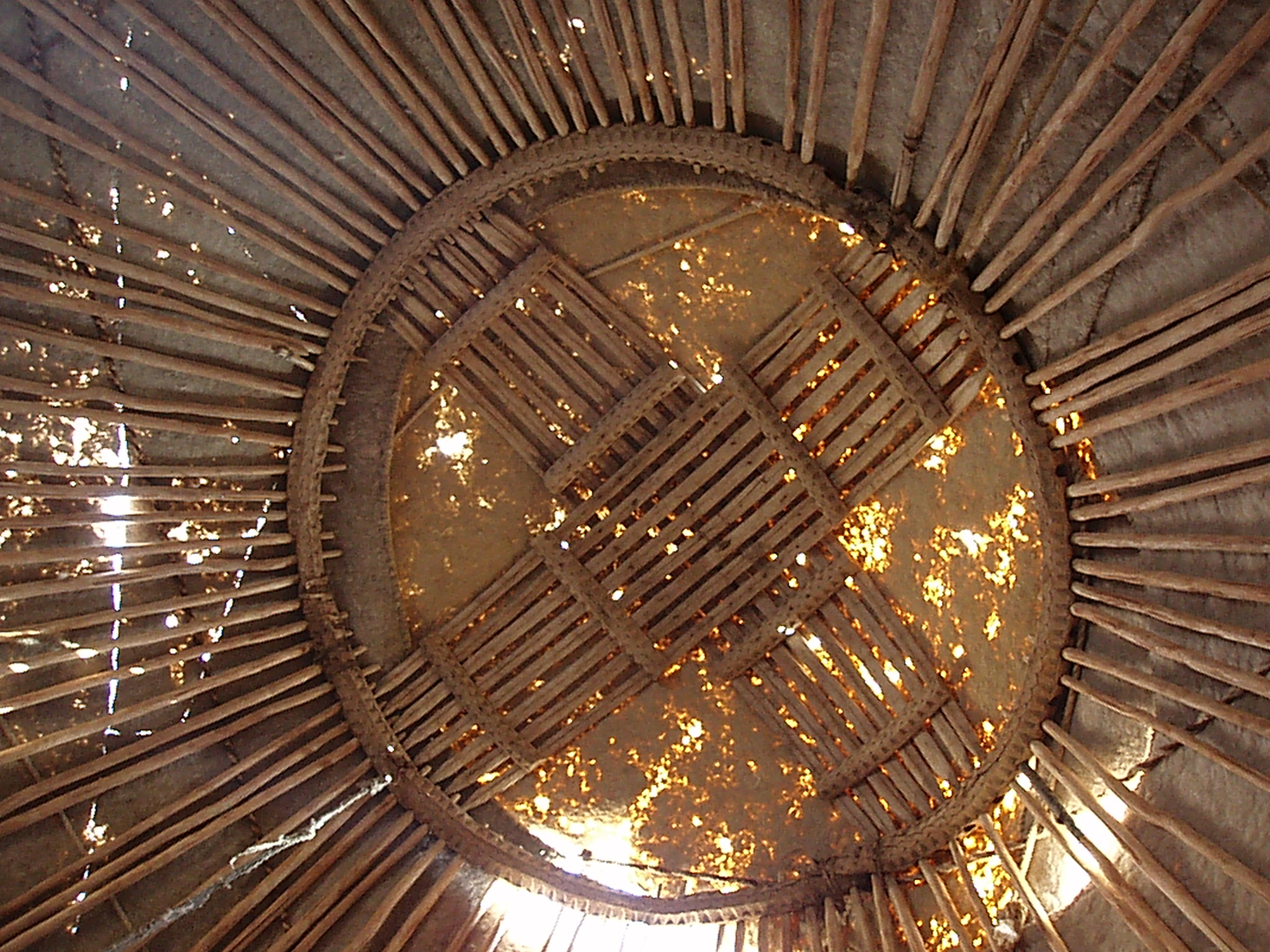
Pohled na kupoli jurty z vnitřní strany: šanyrak, koldreuše a uyky

Šanyrak (kazašsky Шаңырақ, baškirsky Сағыраҡ) je vrchní kruhová část kupole jurty. Jedná se o obruč, která je obvykle vyrobena z březového dřeva. Obruč je ve vnitřní části vyztužena kolmo zkříženými tyčemi – kuldreušemi (kazašsky күлдіреуіш). Vnějším směrem ze šanyraku vybíhají prutové opory kupole – uyky (kazašsky уық). Šanyrak není trvale zakryt, protože slouží pro odvod kouře z jurty. Ohniště bývá umístěno uprostřed objektu.

## Symbolika
Šanyrak je tradiční symbol rodinného krbu, svazků a pout.

Vyobrazení šanyraku na státním znaku Kazachstánu
Státní znak Kazachstánu
Šanyrak na státní vlajce Kyrgyzstánu
Znak mongolského ajmagu Bajan Ölgij